# Isleta Pueblo
Isleta Pueblo è un'area non incorporata degli Stati Uniti d'America, nella Contea di Bernalillo nello stato del Nuovo Messico. Secondo i dati dello United States Census Bureau riferito all'anno 2000, ha una popolazione di 3 166 abitanti su un'area totale di 856 km².

## Geografia
Isleta Pueblo si trova nel Nuovo Messico centrale lungo il Rio Grande a circa 20 km a sud di Albuquerque. L'area si estende per circa 65 km su entrambi i lati del Rio Grande. Sulla riva occidentale si trova il CDP di Isleta Village Proper che conta circa 500 abitanti.
Secondo il censimento del 2000 l'84,5% della popolazione è costituito da nativi americani. Il gruppo demografico prevalente è costituito da indiani pueblo del gruppo Tiwa che parlano una lingua detta Lingua Tiwa meridionale. Il pueblo è inserito nel Registro nazionale dei luoghi storici degli Stati Uniti.

## Storia
Il nome Isleta, che deriva dalla spagnolo e significa "piccola isola", venne dato al pueblo dal governatore spagnolo Juan de Oñate verso la fine del Cinquecento. Il 28 dicembre 1891 il missionario Anton Docher giunse a Isleta dove servì per 34 anni, dal 1891 al 1925.